# 大林寺 (文京区)
大林寺（だいりんじ）は、東京都文京区にある曹洞宗の寺院。

## 歴史
元和年間（1615年 - 1624年）、元秀和尚の開基である。元秀和尚は臨済宗の僧であったが、隠居するにあたり駒込高林寺の喜山春悦和尚を第2代住職に迎えた。その際に当寺は曹洞宗に転宗している。よって喜山春悦和尚を勧請開山としている。
元々は下谷に位置していたが、その後、現在の文京区内を転々とし、1712年（正徳2年）に現在地に移転した。

## 墓所
- 松平太郎（幕府陸軍軍人）
- 諸葛信澄（教育者）
- 峰岸空阿（歌人）
- 立川知方（建築家）

## 交通アクセス
- 本駒込駅より徒歩約5分（経路案内）。